# Bian Ka
Bian Ka, född 5 januari 1993, är en friidrottare från Kina. Hon deltog vid olympiska sommarspelen 2016.